# Кубок «Финал четырёх» по волейболу 2009
2-й розыгрыш Кубка «Финал четырёх» по волейболу прошёл с 9 по 13 сентября 2009 года в Лиме (Перу) с участием 4 женских национальных сборных команд стран-членов NORCECA и CSV. Победителем во второй раз подряд стала сборная Бразилии.

## Команды-участницы
Состав участников турнира формировался по итогам Панамериканского Кубка-2009:
Доминиканская Республика — лучшая команда NORCECA, США — 3-я команда NORCECA (вместо Пуэрто-Рико);
Бразилия, Перу — две лучшие команды от CSV.

## Система проведения турнира
4 команды-участницы на предварительном этапе проводят однокруговой турнир. По его итогам команды распределяются на две полуфинальные пары. Победители полуфиналов выходят в финал и определяют победителя турнира. Проигравшие в полуфинале разыгрывают бронзовые награды.

## Предварительный этап
| М | Команда                  | 1   | 2   | 3   | 4   | И | В | П | С/П | О |
| - | ------------------------ | --- | --- | --- | --- | - | - | - | --- | - |
| 1 | Бразилия                 |     | 3:0 | 3:2 | 3:0 | 3 | 3 | 0 | 9:2 | 6 |
| 2 | Доминиканская Республика | 0:3 |     | 3:0 | 3:0 | 3 | 2 | 1 | 6:3 | 5 |
| 3 | США                      | 2:3 | 0:3 |     | 3:1 | 3 | 1 | 2 | 5:7 | 4 |
| 4 | Перу                     | 0:3 | 0:3 | 1:3 |     | 3 | 0 | 3 | 1:9 | 3 |

9 сентября: Бразилия — США 3:2 (25:12, 18:25, 25:22, 19:25, 15:13); Доминиканская Республика — Перу 3:0 (25:14, 25:22, 25:13).
10 сентября: Бразилия — Доминиканская Республика 3:0 (25:18, 25:18, 25:18); США — Перу 3:1 (25:10, 20:25, 25:14, 25:20).
11 сентября: Доминиканская Республика — США 3:0 (25:20, 25:19, 25:23); Бразилия — Перу 3:0 (25:18, 26:24, 25:11).

## Плей-офф

### Полуфинал
12 сентября
США — Доминиканская Республика 3:1 (25:20, 23:25, 25:23, 26:24)
Бразилия — Перу 3:0 (25:21, 25:13, 25:15)

### Матч за 3-е место
13 сентября. 
Доминиканская Республика — Перу 3:0 (25:17, 25:21, 27:25)

### Финал
13 сентября
Бразилия — США 3:1 (25:17, 25:16, 25:27, 25:19)

## Итоги

### Положение команд
| Бразилия                 |
| США                      |
| Доминиканская Республика |
| 4. Перу                  |

### Призёры
Бразилия: Ана Тьеми Такагуи, Таис Барбоза, Каролин Гаттас, Аденизия Силва, Жулиана Кастро, Велисса Гонзага (Сасса), Жойс Силва, Наталия Мартинс, Режиане Бидиас, Фернанда Гарай Родригис, Жозефа Фабиола ди Соуза, Камила Брайт. Главный тренер — Пауло Баррос.
  США: Николь Фосетт, Анджела Пресси, Линдси Берг, Стэйси Сикора, Николь Дэвис, Хизер Боун, Синтия Барбоза, Алексис Кримс, Нэнси Метколф, Криста Хармотто, Мэри Списер, Джейн Коллимор. Главный тренер — Хью Маккатчен.
  Доминиканская Республика: Аннерис Варгас Вальдес, Даяна Бургос Эррера, Элиса Эва Мехия Лисвель, Марианна Ферсола, Бренда Кастильо, Ана Йоркира Бинет Стефенс, Дарленис Марте, Эстефани Ариас, Милагрос Кабраль де ла Крус, Жоселина Родригес Сантос, Карла Эченике, Присилья Ривера Бренс, Джина Альтаграсиа Мамбру Касилья, Бетания де ла Крус де Пенья. Главный тренер — Маркос Квик.

### Индивидуальные призы
MVP:  Жойс Силва
Лучшая нападающая:  Режиане Бидиас
Лучшая блокирующая:  Криста Хармотто
Лучшая на подаче:  Аденизия Силва
Лучшая на приёме:  Бренда Кастильо
Лучшая в защите:  Бренда Кастильо
Лучшая связующая:  Ана Тьеми Такагуи
Лучшая либеро:  Бренда Кастильо
Самая результативная:  Анджела Пресси